# Pałac Schönhausen
Pałac Schönhausen (niem. Schloss Schönhausen) – pałac barokowy znajdujący się w dzielnicy Niederschönhausen w okręgu Pankow w Berlinie. W latach 1740–1797 był letnią rezydencją królowej Prus, Elżbiety Krystyny, w czasach NRD oficjalną rezydencją prezydenta Wilhelma Piecka, a następnie siedzibą Rady Państwa.

## Historia
W 1662 roku hrabina Sophie Theodore zu Dohna-Schlobitten, żona Christiana Albrechta von Dohna, nabyła ziemie Niederschönhausen, gdzie dwa lata później został wybudowany dwór w stylu holenderskim. W 1680 roku kolejnym właścicielem został Joachim Ernst von Grumbkow, który kazał wyburzyć budynek dworu i zbudować nieopodal tego miejsca pałac. Rezydencja powstała według projektu Johanna Arnolda Neringa. Rok po śmierci Grumbkowa, w 1691 roku, wdowa po nim sprzedała pałac za 16 tysięcy talarów elektorowi brandenburskiemu, Fryderykowi III. Przez następne pół wieku w budynku miały miejsce różnego rodzaju wydarzenia, między innymi tajne negocjacje, kiedy to Fryderyk III przygotowywał się do objęcia tronu Prus. W międzyczasie dokonano również rozbudowy pałacu, której przewodniczył Johann Friedrich von Göthe.
W latach 1740–1797 pałac był letnią rezydencją królowej Prus, Elżbiety Krystyny, żony króla Fryderyka II Wielkiego. Chociaż królowa przebywała w pałacu bardzo długo, król nigdy jej nie odwiedził – zawsze zachowywał w stosunku do niej dystans. Mimo tego dbał o rezydencję swojej żony i przeznaczał na jej rzecz wiele pieniędzy, zwłaszcza po wojnie siedmioletniej, kiedy to pałac został splądrowany. Po śmierci królowej Elżbiety Krystyny w 1797 roku, budynek był bardzo rzadko używany.
W czasie rządów NSDAP w latach 1938–1941 pałac Schönhausen służył jako magazyn dla „sztuki wynaturzonej”. Przechowywano tu kilka tysięcy dzieł sztuki, które zostały wcześniej skonfiskowane. Stąd dzieła te sprzedawano za granicę.
W 1949 roku pałac stał się siedzibą głowy państwa – pierwszego prezydenta NRD, Wilhelma Piecka. Z tego czasu pochodzi gabinet urzędowy i elegancki nowoczesny prezydencki ogród. W latach 1960–1964 pałac był siedzibą Rady Państwa NRD. Następnie pałac został przeznaczony na pensjonat dla oficjalnych gości NRD, mieszkali w nim m.in. Fidel Castro, Indira Gandhi i Michaił Gorbaczow.

## Galeria

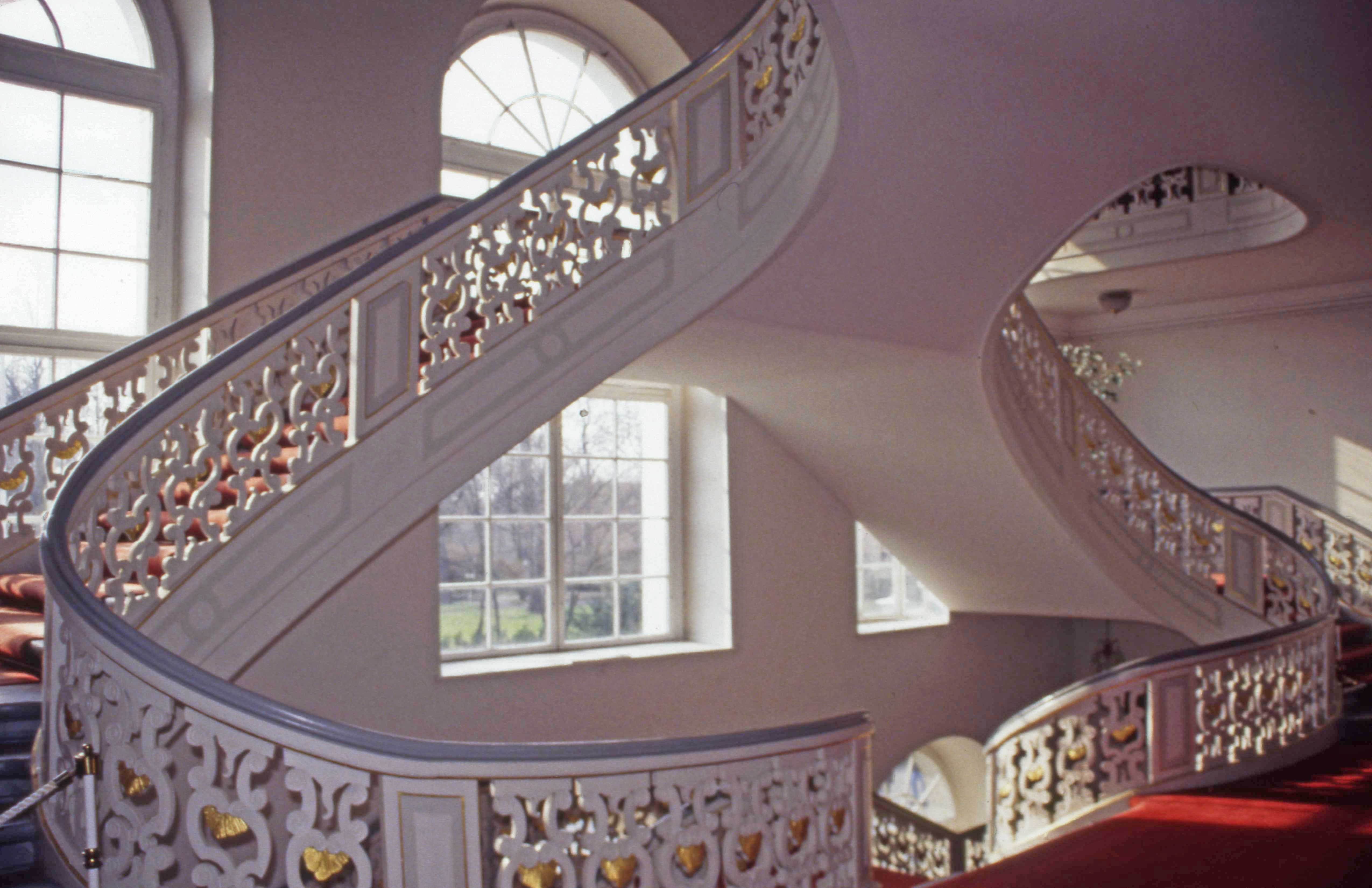
Klatka schodowa pałacu w 2000 roku
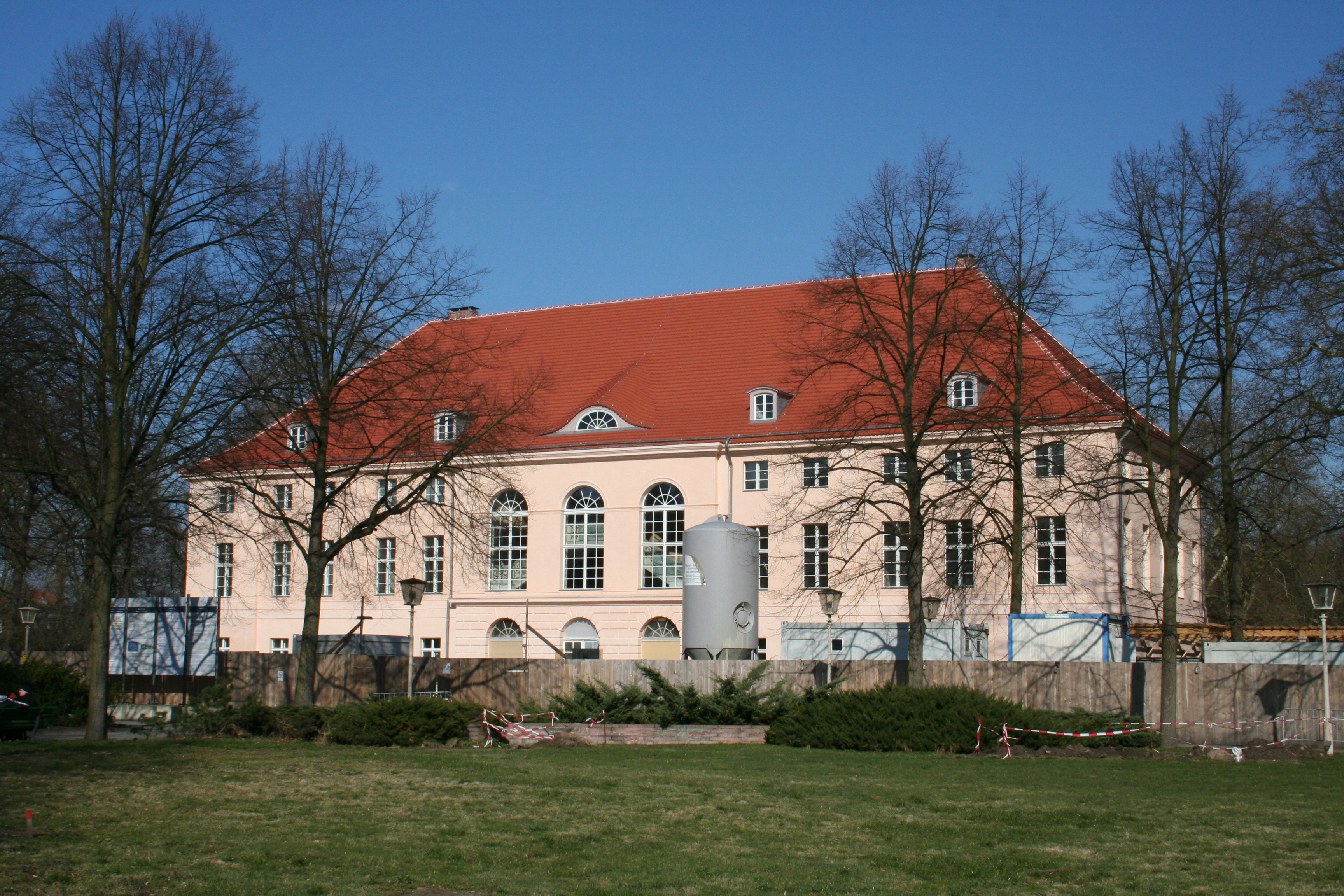
Pałac w czasie renowacji w 2008 roku
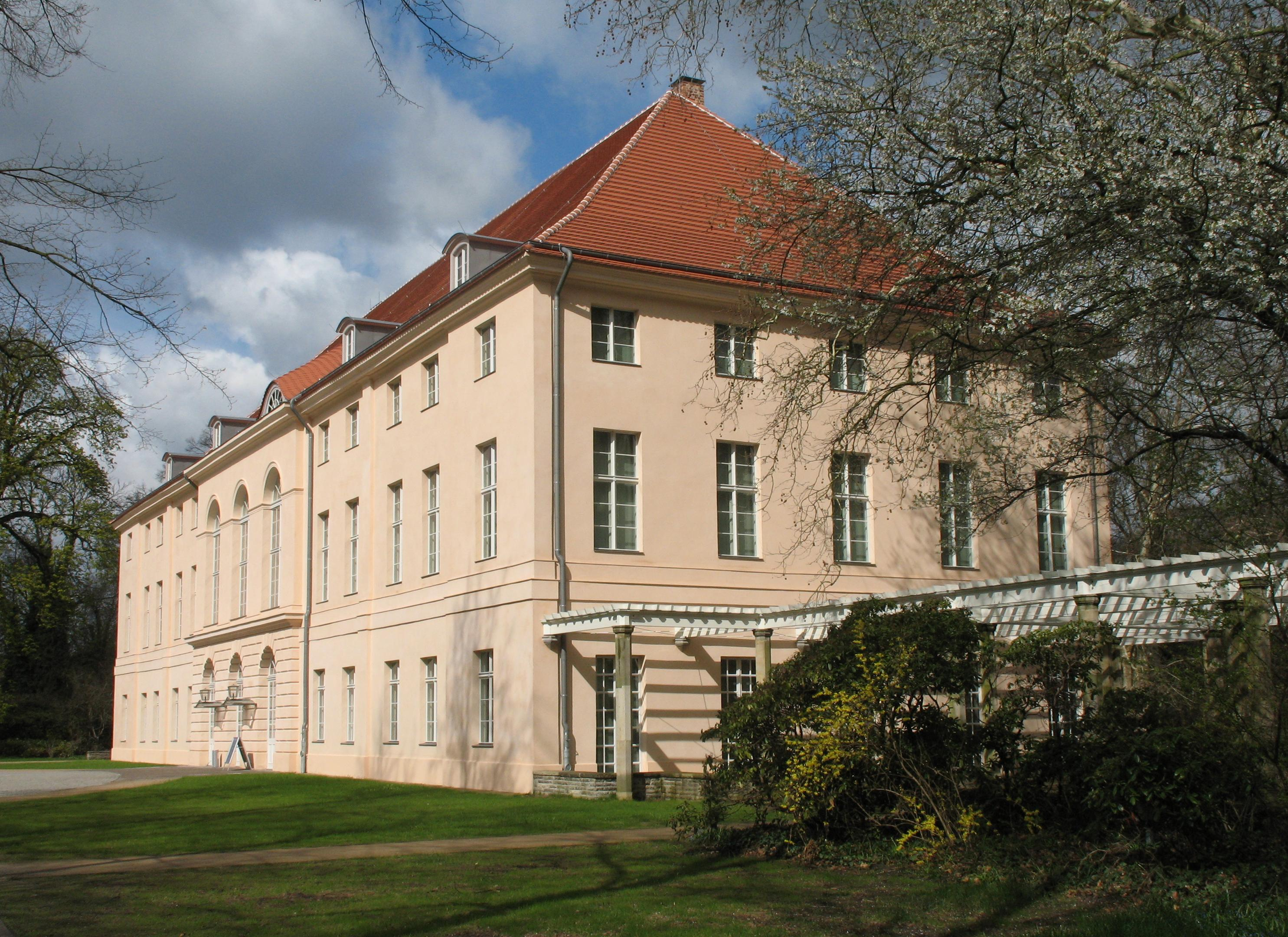
Pałac w 2008 roku
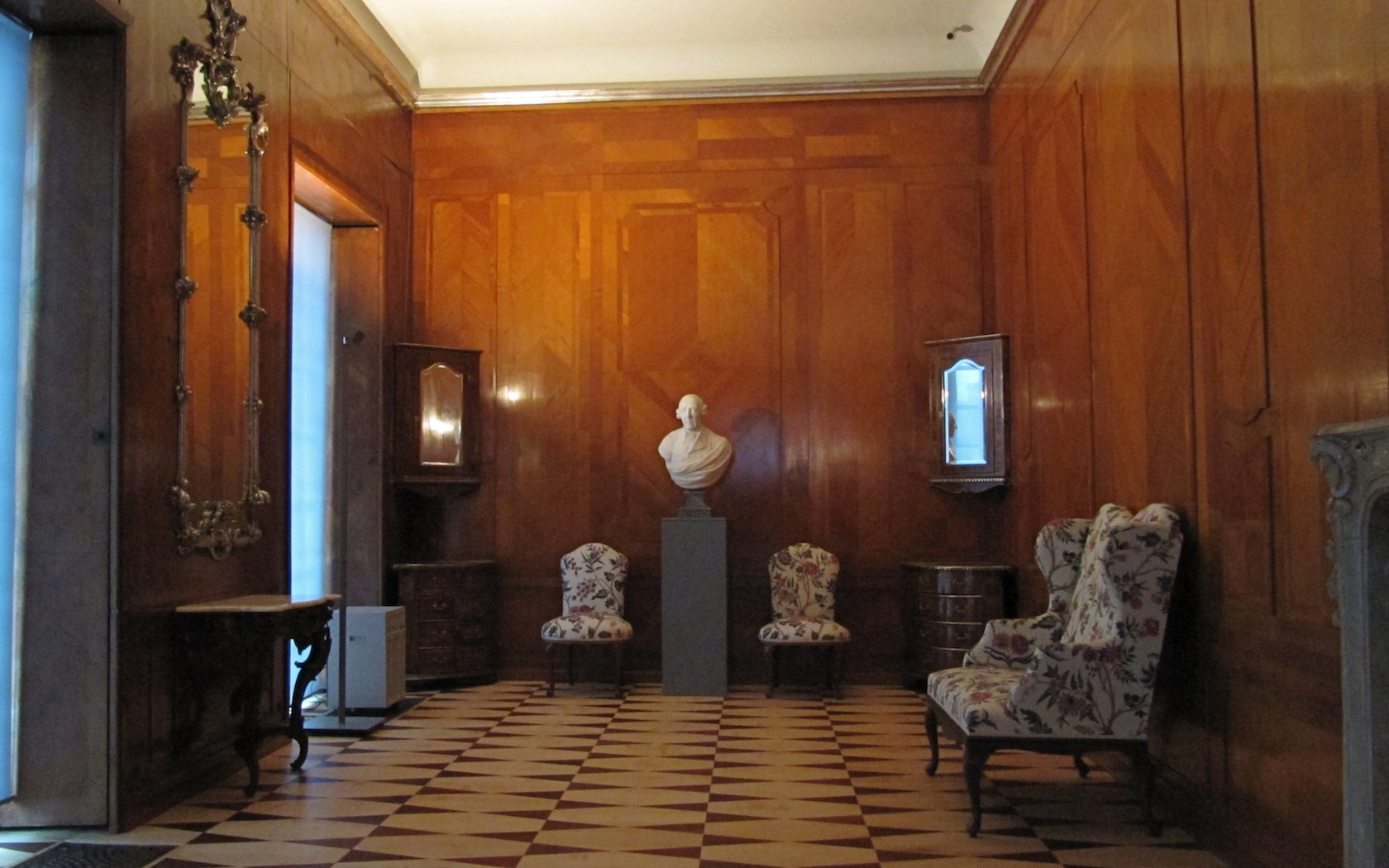
Wejście do pałacu w 2009 roku